# Valerio Mastandrea
Valerio Mastandrea (Roma, 14 de febrero de 1972) es un actor italiano, ganador del David di Donatello. 

## Biografía
Al principio de los años 1990, mientras era un estudiante de filosofía, Mastandrea tuvo un cierto éxito gracias a la participación semi-regular para el programa televisivo de Canale 5 Maurizio Costanzo Show.
Después de algunas participaciones ocasionales para obras de teatro y películas, obtuvo su primer papel principal en 1997, en Tutti giù per terra.
En 2010 Mastandrea ganó el David di Donatello al mejor actor por su papel en La prima cosa bella. En 2013 él ganó el David de Donatello al mejor actor por su actuación en Gli equilibristi y el David di Donatello al mejor actor secundario por su papel en Viva la libertà.

## Filmografía seleccionada
- 1995: Camino sin retorno
- 1997: Tutti giù per terra
- 1997: In barca a vela contromano
- 2001: Domani
- 2004: Il siero della vanità
- 2005: Gente di Roma
- 2006: N. Napoleón y yo
- 2007: Mejor no pensar
- 2008: Tutta la vita davanti
- 2008: Un giorno perfetto
- 2009: Giulia no sale de noche
- 2010: La prima cosa bella
- 2011: Todos a la playa
- 2012: Piazza Fontana: The Italian Conspiracy
- 2012: El comandante y la cigüeña
- 2013: Viva la libertà
- 2014: Pasolini
- 2014: El rostro de un ángel
- 2016: Perfetti sconosciuti
- 2016: Felices sueños
- 2016: Fiore
- 2017: The Place
- 2018: La linea verticale
- 2018: Tito e gli alieni
- 2018: Euforia
- 2018: Moschettieri del re
- 2019: Il grande salto
- 2019: Domani è un altro giorno
- 2019: Detective per caso
- 2020: Figli
- 2023: Siempre nos quedará mañana (C'è ancora domani)
- 2024: Nonostante

## Premios y distinciones
Festival Internacional de Cine de Venecia
| Año  | Categoría                                | Película         | Resultado |
| ---- | ---------------------------------------- | ---------------- | --------- |
| 2012 | Premio Francesco Pasinetti - Mejor actor | Gli equilibristi | Ganador   |